# Hrašćina
Hrašćina es un municipio de Croacia en el condado de Krapina-Zagorje.

## Geografía
Se encuentra a una altitud de 231 m s. n. m. a 60,7 km de la capital nacional, Zagreb.

## Demografía
En el censo 2011, el total de población del municipio fue de 1603 habitantes, distribuidos en las siguientes localidades:
- Domovec - 98
- Donji Kraljevec - 135
- Gornjaki - 133
- Gornji Kraljevec - 352
- Hrašćina - 104
- Husinec - 105
- Jarek Habekov - 171
- Maretić - 145
- Trgovišće - 69
- Vrbovo - 291